# Pumanque
Pumanque (del mapudungún: pu mañke ‘cóndores’) es una comuna de la zona central de Chile de la provincia de Colchagua, en la región del Libertador General Bernardo O'Higgins.

## Etimología
Su nombre proviene del mapudungún "pu", que indica pluralidad y "mañke" cóndor, es decir, cóndores.

## Historia

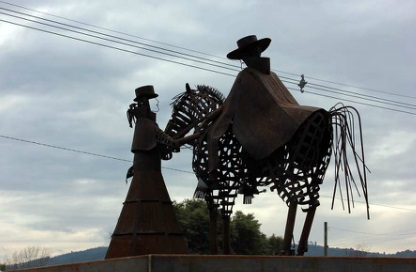
Escultura que retrata el presunto amor entre Manuel Rodríguez y Francisca de Paula Segura y Ruiz en Pumanque.

En el siglo XVII y XVIII la Estancia de Pumanque pertenecía a las familias del General Alonso De Soto y Córdoba y del Capitán y Corregidor de Santiago Melchor Jufré del Águila,

Pumanque.-—Aldea del departamento de Vichuquén que está situada en su parte septentrional por los 34º 37' Lat. y 71° 40' Lon., distando sobre 45 kilómetros hacia el NE. de su capital y como 30 al O. de la villa de Santa Cruz. Próximo á su costado del S. corre un corto riachuelo de su nombre que va á echarse en la margen derecha del Nilahue á unos diez kilómetros al O. de ella. Contiene iglesia parroquial, oficinas de registro civil y correo, escuela gratuita y contornos cultivados; la pueblan 240 habitantes. Es población de una antigua reducción indígena y trae el nombre del plural de mañque, significando los condores.
 Francisco Astaburoaga en 1899 en su Diccionario Geográfico de la República de Chile: 587  

El geógrafo Luis Risopatrón lo describe como una ‘aldea’ en su libro Diccionario Jeográfico de Chile en el año 1924:: 710 

Pumanque (Aldea). 34° 37' 71° 40'. Es de corto caserío, cuenta con servicio de correos, rejistro civil i escuelas públicas i se encuentra asentada en medio de contornos cultivados, en terrenos de una antigua reducción indíjena, en la banda N del valle del mismo nombre, del de Nilahue.

### Terremoto de 2010

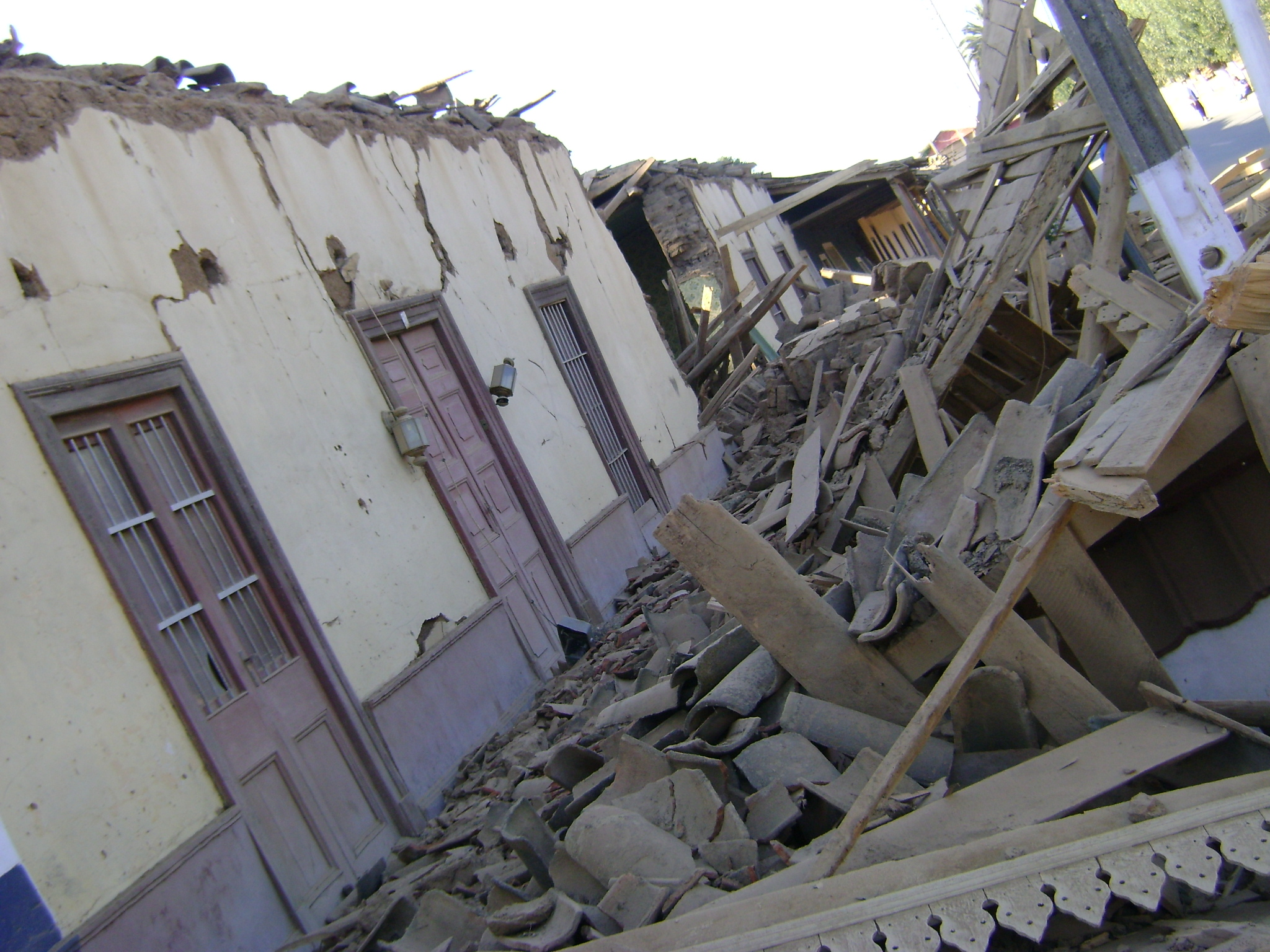
Efectos del terremoto en el casco histórico de Pumanque.

El terremoto registrado en Chile a las 03:34 de la mañana del 27 de febrero de 2010 provocó profundos daños a la infraestructura colonial de la comuna, destruyendo las casas de corredores, típicas del secano costero de la región de O'Higgins.
El movimiento telúrico afectó también a la parroquia de Nuestra Señora del Rosario, dejando en pie solo su frontis. La municipalidad también quedó inutilizable, y cerca del 80 % de las casas en la comuna resultaron con algún tipo de daño.
También se cuenta como cifra negativa el saldo de dos personas fallecidas aplastadas por el colapso de una infraestructura habitacional de adobe en calle Francisca Segura y Ruiz con Avda. Manuel Rodríguez.

### Incendio forestal de 2017
El 17 de enero de 2017, a las 16.30  un gran incendio forestal iniciado en el sector de Nilahue Baraona de la comuna, ha sido calificado como un incendio severo en Chile en medio siglo, afectando 50.000 ha, dejando como damnificados directos a más de 30 familias, mientras que los afectados indirectos, a quienes se les quemaron tanto predios como animales, suman más de un tercio de la población comunal.  El incendio dejó siniestrada más del 60% de la superficie comunal y se propagó a las comunas vecinas de Peralillo, Marchigüe, Pichilemu, La Estrella y Litueche.

## Medio ambiente

### Geomorfología y componentes abióticos

Trazado simplificado de los ecosistemas y cuerpos de agua presentes en la comuna de Pumanque.

La comuna de Pumanque se encuentra emplazada en las unidades geomorfológicas de Llanos de sedimentación fluvial o aluvional, Planicie marina o fluviomarina y Cordillera de la costa; y presenta según la clasificación climática de Köppen clima mediterráneo de lluvia invernal (Csb). Esta además se halla entre las cuencas hidrográficas de Costeras del río Rapel y Estero Nilahue y río Rapel. Además, la comuna posee diversos cuerpos de agua, entre los que se destacan la laguna La Gloria, laguna Lagunillas y laguna Pajonal.

### Componentes bióticos
Dentro del territorio de la comuna se pueden hallar los siguientes ecosistemas:
- Bosque esclerófilo mediterráneo costero donde predominan Lithrea caustica y Azara integrifolia (En peligro crítico)
- Bosque esclerófilo mediterráneo interior donde predominan Lithrea caustica y Peumus boldus (En peligro)

### Medidas de protección ambiental y conflictos socioambientales
Hasta 2022, la comuna de Pumanque cuenta con las siguientes zonas que poseen algún nivel de protección ambiental:
- Merquehue Peñablanca (Sitios ERB)[17]
- Rinconada de Yaquil (Sitios ERB)[18]
- San Miguel de las Palmas (Sitios ERB)[19]

## Demografía

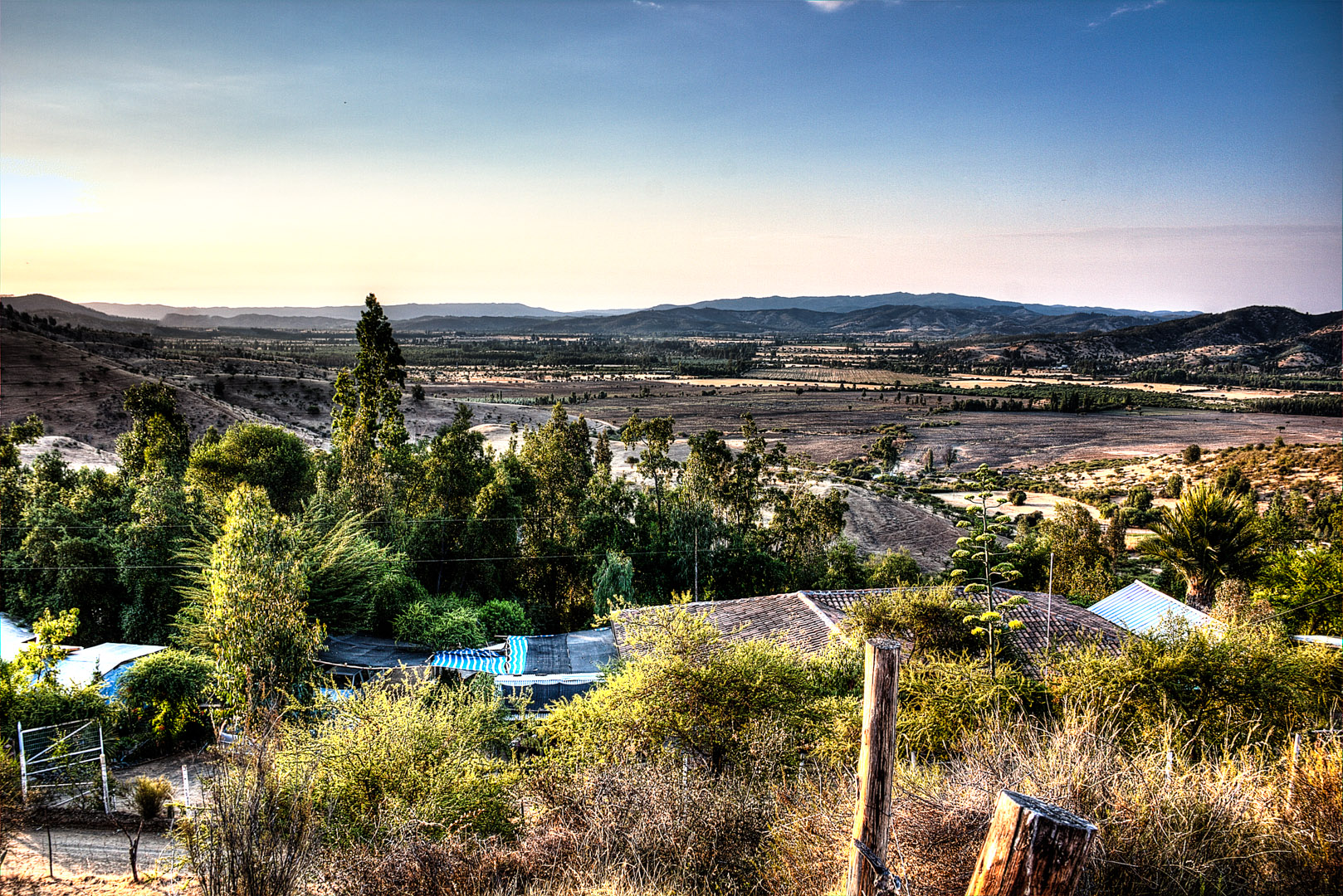
Vista del sector Rincón Las Higueras, en la comuna de Pumanque

La comuna de Pumanque abarca una superficie de 440,9 km² y una población de 3421 habitantes (censo INE del año 2017), correspondientes a un 0,37% de la población total de la región y una densidad de 7,81 hab/km². Del total de la población, 1670 son mujeres (48,8%) y 1751 son hombres (51,2%). El 40% de los habitantes corresponde a población urbana.
Las localidades más pobladas son Pumanque y Nilahue Cornejo. Un 19% de la población comunal tiene 65 años o más, superando a la población menor de 15 años, que solo representa un 14,2%.

### Localidades
La comuna de Pumanque se divide en cinco distritos censales: Pumanque, Ranquilhue, Nilahue Cornejo, Nilahue y Reto. Dentro de éstos distritos, existen un sinnúmero de localidades, villorios o aldeas, como las siguientes:
- Pumanque
- Rincón Los Perales
- Virintún
- Nilahue Baraona
- La Gloria
- Santa Teresa de Nilahue
- Nilahue Cornejo
- Peñablanca
- Rincón El Sauce
- Rincón Las Higueras
- Ranquilhue
- Colhue
- Quetecura
- Rincón La Mina

## Administración

### Municipalidad
La Ilustre Municipalidad de Pumanque es dirigida en el periodo 2021-2024 por el alcalde independiente Gonzalo Baraona Bezanilla, e integran el concejo municipal los concejales:
- Luis Acevedo Parraguez (RN).
- Emilio Soto Cornejo (Ind./PDC).
- José Luis Belmar Villalón (Ind./PRI).
- Sergio Duque Rebolledo (Ind./UDI).
- Jaime Pérez Ramírez (Ind./PDC).
- Eduardo Silva Martínez (Evópoli).

### Representación parlamentaria
Integra junto con las comunas de Placilla, Pichilemu, Chépica, Santa Cruz, Nancagua, Palmilla, Peralillo, Navidad, Lolol, Litueche, La Estrella, Marchigüe, Paredones, Las Cabras, Peumo y San Vicente de Tagua Tagua el distrito electoral N.º 16; además pertenece a la 8.ª circunscripción senatorial (O'Higgins). Es representada en la Cámara de Diputados del Congreso Nacional por los diputados Alejandra Sepúlveda Orbenes, Ramón Barros Montero, Virginia Troncoso Hellman y Cosme Mellado Pino. A su vez, es representada en el Senado por los senadores Juan Pablo Letelier Morel del PS y Alejandro García-Huidobro Sanfuentes de la UDI.
La comuna es representada ante el Consejo Regional por los consejeros Carla Morales Maldonado (RN), Pablo Larenas Caro (DC), Gerardo Contreras Jorquera (RN), Luis Silva Sánchez (Ind. UDI).

## Economía
En 2018, la cantidad de empresas registradas en Pumanque fue de 68. El Índice de Complejidad Económica (ECI) en el mismo año fue de -1,01, mientras que las actividades económicas con mayor índice de Ventaja Comparativa Revelada (RCA) fueron Cultivos Frutales en Árboles con Ciclo de Vida Mayor a una temporada (76,16), Transporte Interurbano de Pasajeros Vía Autobús (45,19) y Cultivo de Maíz (35,63).

## Servicios públicos

### Educación
La comuna cuenta con 7 establecimientos educacionales, todos de dependencia municipal, con una planta docente de aproximadamente 25 profesores, junto a personal paradocente y administrativo.
La escuela Pumanque F-372 fundada el 7 de octubre de 1869, es la más grande de la comuna, se ubica en la avenida Bernardo O'Higgins 140, está constituida por 11 docentes y su directora es la señora Adelina Madriaga Padilla. Su nivel de enseñanza va desde Pre-Kinder a 8° Año Básico, su matrícula fluctúa entre 220 y 230 alumnos y alumnas, con Jornada Escolar Completa.
Además de la Escuela Pumanque, los demás colegios se encuentran dispersos por localidades rurales de la comuna:
- Escuela Nilahue Cornejo F-371
- Escuela Rincón Los Perales
- Escuela Peñablanca
- Escuela Palmilla de Reto
- Escuela Colhue G-551
- Escuela Matarredonda G-307

Como servicio educacional, la comuna también cuenta con una biblioteca municipal, la biblioteca Orlando Brown Steinlen, que aparte de funcionar como anexo a la Escuela F-372, presta el servicio bibliotecario a la comunidad de Pumanque en general.

### Salud
La administración comunal de salud corresponde al departamento homónimo en la I. Municipalidad de Pumanque, a cargo suyo tienen la responsabilidad de entregar atención y mantener la infraestructura de los tres centros de salud en la comuna, el consultorio de Pumanque, y las postas de salud rural de Nilahue Cornejo y Molineros.

### Recreación y Organizaciones sociales
La comuna de Pumanque cuenta para fines deportivos y recreativos con dos gimnasios polideportivos, uno en Pumanque y el otro en Nilahue Cornejo, además de cinco estadios con cancha de pasto en Pumanque, Nilahue Cornejo, Peñablanca, Colhue y Rincón Los Perales.
En el ámbito de organizaciones sociales, la comuna cuenta con Juntas de Vecinos en todas las localidades, lo que sumado a los clubes deportivos, clubes de huasos y clubes de adultos mayores, conforman la estructura organizacional de los estamentos comunitarios formales.
Relacionado con bomberos, el Cuerpo de Bomberos de Pumanque cuenta con 2 compañías, la Primera Compañía ubicada en Pumanque, fundada el 13 de enero de 1975, y la Segunda Compañía ubicada en Nilahue Cornejo, fundada el 3 de enero del 2004.